# CFS Bisontes Castellón
Club de Fútbol Sala Bisontes Castellón (anteriormente Playas de Castellón Fútbol Sala y Playas CD Castellón Fútbol Sala) es un equipo español de fútbol sala situado en Castellón de la Plana (Comunidad Valenciana), que juega en la Segunda División B fútbol sala en España, organizada por la Real Federación Española de Fútbol y que disputa sus encuentros en el Pabellón Ciutat de Castelló con capacidad para 6000 personas.
Varias han sido las etapas por las que ha atravesado el Fútbol Sala en la Ciudad de Castellón desde sus inicios; El Macer Fútbol Sala equipo fundado en 1983, club de la empresa de moldes Cerámicos Macer, y en sus primeros años estaba ubicado en Almazora. En 1992 pasaba a denominarse Bisontes Almazora y en 1993 se trasladaba a Castellón de la Plana y cambiaba su nombre por Bisontes Castellón. En 1994 recibía el apoyo del Ayuntamiento y Diputación de Castellón con el objetivo de promocionar la provincia de Castellón y pasaba a denominarse Playas de Castellón. La mejor etapa de la institución se produjo a finales de los años 1990, cuando logró dos Ligas españolas (1999-00 y 2000-01) y tres Campeonato europeo de clubes. En el año 2014 con el fin de recuperar la ilusión por el deporte que encumbró a Castellón en Europa se unían a los principales equipos de la ciudad (Club Fútbol Sala Grapa de Castellón, Inter Castellón FS y Feme Castellón FS) bajo el nombre de Playas de Castellón. El 4 de junio de 2015, el Club Fútbol Sala Grapa de Castellón y el CD Castellón SAD firmaban un convenio por el cual ambas entidades se unían bajo el nombre de Playas CD Castellón con el objetivo de potenciar el fútbol sala en la ciudad y provincia de Castellón. El 11 de julio de 2016 la entidad recuperaba el nombre de Bisontes Castellón.

## Historia

### Fundación del club bajo el nombre de «Club Macer Fútbol Sala»
En el año 1983 se fundaba el Macer F.S., equipo de fútbol sala de la empresa del sector cerámico Macer. En un principio, el club estaba situado en Almazora y se formó con trabajadores de la compañía y vecinos de la ciudad que disputaban la Liga Local. En el año 1985/86, Agustín Poyatos Mora (dueño de Macer) pronto encontró un sitio para llevar a término sus “ilusiones y proyectos” ya que era un apasionado al Fútbol Sala. El equipo, con “Jorge Malo” como entrenador comenzaba a viajar siendo los límites geográficos de sus desplazamientos, Vinaroz (Castellón) y La Alcudia (Valencia). En cuanto en lo deportivo el equipo se clasificaba entre los seis primeros. Agustín comenzaba a darle forma al club y profesionalizarlo a partir de la temporada 1986/87, fichando a los Hermanos Paraguayos “Mario Ruiz Díaz” (actual director deportivo de Bisontes Castellón) y Adolfo Ruiz Díaz siendo los primeros extranjeros que llegaron al Club. También se incorporaba como masajista del equipo “Pascualí Cuquello” (abuelo de un actual directivo de Bisontes Castellón). Tras varios ascensos llegaron en la temporada 1987/88 a la segunda categoría nacional y en el año 1988/89 a la División de Honor de la recién creada Liga Nacional de Fútbol Sala.
En su debut, el club recibió el nombre de Keralite Macer y fue una de las revelaciones de la liga con Paco García como entrenador y Manolo Pesudo como Ayudante. El club de Almazora terminó primero en las fases preliminares y llegó hasta la final de la liga, que perdió ante Interviú Lloyd's. Una temporada después, Macer llegó hasta las semifinales del playoff por el campeonato.

### Bisontes Castellón y Playas de Castellón FS. La época dorada: 3 veces campeones de Europa
En el año 1992/93 el club pasaba a denominarse Bisontes de Almazora y un año después en su esfuerzo en atraer espectadores de toda la provincia de Castellón certificaba su traslado a la capital, Castellón de la Plana bajo el nombre de Bisontes de Castellón.
Ya con Bisontes, llegaron los fichajes de jugadores talla internacional como la de «Vicentín», Ferreira, Pato, Juanma Torres, Manolín (actual entrenador del Bisontes Castellón) y como jugador estrella Cecilio, fue cuando realmente se le engancho a la afición de Castellón y Provincias.
En 1994 el club cambió su nombre por Playas de Castellón con motivo del patrocinio al que representaba, se trasladó al Pabellón Ciutat de Castelló, amplió su cartera de patrocinadores y recibió apoyo del Ayuntamiento y Diputación de Castellón.
En el año 1995, el presidente Agustín Poyatos, fichaba como entrenador del Playas de Castellón a Mario Ruiz Díaz y al año siguiente se volvía a juntar con su Hermano Adolfo Ruiz Díaz, para el nuevo proyecto; potenciando el equipo con fichajes de muchos kilates (14 internacionales y como estandarte a Javi Rodríguez), a partir de ahí empezó un trabajo arduo para lograr título y que no tardó en llegar.
Con una nueva gestión deportiva, el club castellonense se convirtió en una de las potencias de la Liga Nacional de Fútbol Sala. Aunque finalizó la temporada regular de 1997 y 1999 en primer puesto, el club levantino no consiguió en todo ese tiempo ningún título oficial.
En la temporada 1999/2000, un Playas de Castellón liderado por jugadores de la talla como Edesio, Cupin, Paulinho, Javi Lorente y junto al bloque que ya contaba el equipo y que estaba dirigido en ese momento por Padu tras terminar líder la fase regular conseguía su primera Liga, al vencer en la final a CLM Talavera.
Un año después, los castellonenses se reforzaron con los mejores jugadores del desaparecido CLM Talavera como los hermanos Andreu y Joan Linares y revalidaron la liga ante Valencia Vijusa, con el internacional español Javi Rodríguez como jugador más destacado. A nivel internacional, Playas de Castellón ganó durante tres años consecutivos la Copa de la UEFA de fútbol sala, entre 2001 y 2003. En el año 2004/05, la entidad ganó la Supercopa de España.
A partir del año 2006, Playas de Castellón vio reducido su presupuesto y tuvo que traspasar a sus mejores futbolistas. En la temporada 2006/07 el club no se clasificó para la fase final por el título por primera vez en su historia, y sus resultados deportivos empeoraron. En la temporada 2010/11, Javier Sánchez Pastor aterrizaba en el club para intentar salvar al equipo de la situación crítica en la que se encontraba en la tabla, pero pese a los esfuerzos, el equipo se veía abocado a la División de Plata en la última jornada por primera vez en su historia.

### Los años convulsos en el CD Playas de Castellón
La temporada siguiente ya en segunda división, Javier Sánchez Pastor se marcaba el objetivo de devolver el nombre Playas de Castellón a la elite del fútbol Sala. Entre los nuevos cambios que introduce al no estar ya Macer como patrocinador es un nuevo escudo con tres estrellas en su parte superior (una por cada Copa de Europa obtenida). El plantel para la temporada 2011/12 es comandado en el banquillo con Fran Torres y armado con jugadores de la talla de Rafa Muñoz, Cobeta, Iñaki o Beto entre otros. Tras una temporada difícil y de cambios, el conjunto playero perdía la categoría pero repescado por la LNFS ante la renuncia de algunos equipos.
La temporada 2012/13 el club daba forma al proyecto deportivo y social con jugadores de primera y segunda división y sumando en la 3.ª División de la RFEF su filial bajo el nombre de Vilafamés-CD Playas de Castellón FS. En enero de 2013 y tras unas semanas convulsas donde el presidente de la entidad Javier Sánchez dimitía, el club estuvo cerca de desaparecer restándosele 2 puntos conseguido, pero la aportación económica por una nueva junta directiva hacia viable su continuidad hasta final de la temporada. El club acababa finalmente séptimo a solo uno del playoff de ascenso. Pese a ello, al no recibir apoyo económico el club se veía abocado a descender a la Categoría de Bronce del Fútbol Sala Nacional al no poder hacer frente a las cantidades económicas que adeudaba. La temporada 2013/14 de la mano de Pascual Agullerio como entrenador, Playas se anclaba en la parte baja hasta el final de la temporada y ni siquiera la entrada al equipo de dos ilustres jugadores y técnicos como de El hispano-brasileño “Arnaldo Ferreira de Araujo” y de “Fran Torres”, servía para que el equipo se viera abocado al descenso.

### Unión con los demás clubs de la ciudad: Inter Castellón y Feme Castellón
La temporada 2014/15 y cuando parecía que el fútbol sala podía desaparecer de la ciudad de Castellón, Javier Sánchez Pastor cedía el testigo al proyecto encabezado por el empresario Joaquín Sánchez Amorós y que venía acompañado en la parte deportiva por un ilustre de la historia de Playas como Manuel Collado. Entre las primeras decisiones que se tomaban era unir a los principales equipos de la ciudad como Inter Castellón FS y Feme Castellón FS bajo el nombre de Playas de Castellón FS con el fin de recuperar la ilusión por el deporte que encumbró a Castellón en Europa. Con la unión de estos tres equipos, se vertebraba en Castellón un Club ilusionante, apto para todas las edades ya que contaba con una base deportiva que rebasaba la centena de jugadores, destacando la integración del Feme Castellón como sección femenina, disputando sus encuentros en Segunda División, el Sénior en Tercera División y el juvenil en División de Honor. El primer equipo en su primer año acababa la temporada ascendiendo a “Segunda División B” con grandes registros.

### Convenio con el CD Castellón: Playas CD Castellón
El 4 de junio de 2015 en la sala de prensa del Nuevo Estadio de Castalia, el Club Fútbol Sala Grapa de Castellón y el CD Castellón SAD firmaban un convenio por el cual ambas entidades se unían bajo el nombre de “Playas CD Castellón” con el objetivo de potenciar el fútbol sala en la ciudad y provincia de Castellón. Para ello se dotaba de una estructura deportiva de un equipo sénior masculino Segunda B, un filial sub-21 en Tercera División, un equipo femenino en Segunda División, un juvenil en División de Honor así como más de una decena de equipos de base. En su primera temporada en Segunda B el equipo acababa cuarto y devolviendo a la ciudad de Castellón a la Copa del Rey de fútbol Sala.

### El Playas CD Castellón fútbol sala recupera el mítico nombre de Bisontes Castellón
El 13 de mayo de 2016, Joaquín Sánchez Amorós recuperaba para el club el nombre de “Bisontes Castellón” utilizado en la década de los años 90 en Almazora y con el que el Pabellón Ciutat de Castelló vio jugar por primera vez un equipo de Castellón en la División de Honor de la LNFS. Entre los cambios que se introducen es el de un nuevo escudo de color azul marino y marrón arena (en recuerdo al último escudo usado) y al que se le incluye tres estrellas en su parte superior (en recuerdo a Club Macer FS por sus 3 Copa de Europas) así como el año 1992. (Como reseña a la Primera vez que se jugó con el nombre de Bisontes). En el aspecto deportivo, la entidad decide dar un paso más en su lucha por seguir creciendo y profesionalizar sus estructuras incorporando a su organigrama a conocidos en la familia del Playas de Castellón y del deporte Castellonense como “Mario Ruiz Díaz” o “Arnaldo Ferreira Araujo”. También entra a formar parte de la directiva el empresario Ismael Sebastiá como vicepresidente. En el aspecto deportivo el Alqueries FS se incorpora al club como filial y el Bisontes Castellón firmaba un gran acuerdo con CFS Burriana, Atlético Onda FS, Club L’Alcora Futbol Sala, Atlético Nules F.S. y CFS La Mar Benicàssim con el fin de impulsar el fútbol sala de la Provincia. Incorpora a su club la sección de atletismo bajo el nombre de “Ham Team Bisontes” así como la de Fútbol Sala Femenino para Sordos bajo el nombre de “Asorcas Bisontes Castellón”. La temporada regular dejaba a Bisontes Castellón como Campeón de Liga (1 derrota en 30 partidos) y en vencía en el Playoff de ascenso en el global de la eliminatoria 10-6 a Colo Colo Zaragoza ascendiendo el 10 de junio de 2017 a la Segunda División de la LNFS ante más de 3000 espectadores en el Pabellón Ciutat de Castelló. El 22 de junio de 2017 el club se sumaba al proyecto del Villarreal CF “Endavant Esports”. La temporada 2017/18 se convertía en Campeón del I Torneo Diputación de Castellón y acabando la liga décimos tras haber estado con posibilidades hasta las últimas jornadas de disputar el playoff de ascenso a Primera División.

## Denominaciones
Varios han sido los nombres que se ha adoptado en función de su patrocinador. La empresa de molces cerámicos Macer fue el espónsor principal en sus primeros años de existencia y posteriormente debido al gran apoyo recibido del Ayuntamiento y Diputación de Castellón se cambiaba a Playas de Castellón Fútbol Sala. Desde 2016 se utiliza el nombre de Bisontes Castellón en recuerdo al primer nombre con la que la Ciudad de Castellón vio jugar un equipo de fútbol Sala en la máxima categoría de la LNFS
- 1983-1988: Macer F.S.
- 1988-1991: Keralite Macer
- 1991-1992: Bisontes Almazora
- 1992-1993: Bisontes Castellón
- 1994-2014: Playas de Castellón
- 2015-2016: Playas CD Castellón
- 2016-presente: Bisontes Castellón

## Trayectoria Histórica
| Temporada | División          | Posición                |
| --------- | ----------------- | ----------------------- |
| 1989-90   | División de Honor | 1.º / 1.º (Subcampeón)  |
| 1990-91   | División de Honor | 1.º / 1.º (Semifinales) |
| 1991-92   | División de Honor | 5.º / 3.º               |
| 1992-93   | División de Honor | 4.º / 4.º               |
| 1993-94   | División de Honor | 3.º / 5.º               |
| 1994-95   | División de Honor | 3.º / 2.º (Semifinales) |
| 1995-96   | División de Honor | 6.º (Cuartos de final)  |
| 1996-97   | División de Honor | 1.º (Subcampeón)        |
| 1997-98   | División de Honor | 5.º (Cuartos de final)  |
| 1998-99   | División de Honor | 1.º (Semifinales)       |
| 1999-00   | División de Honor | 1.º (Campeón)           |
| 2000-01   | División de Honor | 1.º (Campeón)           |
| 2001-02   | División de Honor | 2.º (Cuartos de final)  |
| 2002-03   | División de Honor | 4.º (Semifinales)       |
| 2003-04   | División de Honor | 3.º (Semifinales)       |
| 2004-05   | División de Honor | 3.º (Cuartos de final)  |

| Temporada | División           | Posición               |
| --------- | ------------------ | ---------------------- |
| 2005-06   | División de Honor  | 6.º (Cuartos de final) |
| 2006-07   | División de Honor  | 10.º                   |
| 2007-08   | División de Honor  | 8.º (Cuartos de final) |
| 2008-09   | División de Honor  | 12.º                   |
| 2009-10   | División de Honor  | 11.º                   |
| 2010-11   | División de Honor  | 15.º                   |
| 2011-12   | Segunda División   | 16.º                   |
| 2012-13   | Segunda División   | 7.º                    |
| 2013-14   | Tercera División   | 15.º                   |
| 2014-15   | Tercera División   | 2.º                    |
| 2015-16   | Segunda División B | 4.º                    |
| 2016-17   | Segunda División B | 1.º (Campeón)          |
| 2017-18   | Segunda División   | 10.º                   |
| 2018-19   | Segunda División   | 11.º                   |
| 2019-20   | Segunda División   | 13.º                   |
| 2020-21   | Segunda División   | 10.º                   |
| 2021-22   | Segunda División   | 10.º                   |
| 2022-23   | Segunda División   | 13.º                   |
| 2023-24   | Segunda División   | 15.º                   |

- 22 temporadas en Primera División
- 9 temporadas en Segunda División
- 3 temporadas en Segunda División B
- 2 temporadas en Tercera División

## Palmarés
- Primera División de fútbol sala (2): 1999-00, 2000-01.
- Supercopa de España de fútbol sala (1): 2004.
- Copa de Europa / Liga de Campeones (3): 2000-01, 2001-02, 2002-03.
- Segunda División B (1): 2016-17.
- Copa Generalitat Valenciana de Fútbol Sala (5): 1998-99, 1999-00, 2000-01, 2001-02, 2003-04.
- Trofeo Ciutat de Castelló (13): 1992, 1996, 1998, 2000, 2002, 2006, 2010, 2012, 2016, 2018, 2020, 2022, 2024.
- Torneo Diputación Castellón (1): 2017.

## Sitios web oficiales
- Sitio web oficial del Bisontes Castellón. Archivado el 24 de febrero de 2017 en Wayback Machine.
- Sitio web oficial Bisontes LNFS.